# Emanuela Maccarani
Emanuela Maccarani (Milano, 20 settembre 1966) è un'ex ginnasta, allenatrice di ginnastica ritmica e dirigente sportiva italiana, commissario tecnico della squadra nazionale italiana di ginnastica ritmica dal 1996 fino al 2025; alla sua gestione è corrisposto uno dei periodi più titolati, sia a livello di squadra sia individuale, della ginnastica ritmica italiana. Dal 2017 è anche consigliere federale del Comitato olimpico nazionale italiano in quota tecnici. Per il suo contributo alla ginnastica italiana ha ricevuto l'onorificenza di ufficiale dell'ordine al merito della repubblica, la palma d'oro al merito tecnico e la stella al merito sportivo.

## Carriera

### Ginnasta
Diplomata in ragioneria e poi all'I.S.E.F., partecipa come atleta dal 1982 al 1984 nella squadra nazionale a due campionati europei (a Stavanger e Vienna) e a due coppe del mondo.

### Allenatrice
Smessi i panni di atleta, nel 1987 inizia la sua carriera di allenatrice. Allena squadre private ma entra anche a far parte dello staff tecnico della Nazionale come assistente allenatrice. Diventa allenatrice responsabile della squadra juniores ottenendo nel 1996 agli Europei di Oslo due medaglie di bronzo.
Dal 1996 è allenatrice responsabile della Nazionale di ginnastica ritmica dell'Italia e debutta al Campionato mondiale di Siviglia nel 1998. Le prime medaglie arrivano ai Campionati Europei di Riesa (due medaglie di bronzo) e da allora la Nazionale ha iniziato ad accumulare medaglie tra cui l'argento olimpico ad Atene 2004 e la medaglia d'oro ai campionati del mondo di Baku soffiandolo all'eterna rivale: la squadra russa.
Per i risultati conseguiti nella ginnastica ritmica, le è stato assegnato nel 2004 l'Oscar "Allenatrice dell'anno" e, nel 2005, ha ricevuto l'onorificenza di Ufficiale dell'Ordine al merito della Repubblica italiana; nel 2006 ha ricevuto altresì la Palma di Bronzo al Merito Tecnico CONI. Il 19 aprile 2012 alla cerimonia dei Collari d'Oro al Merito Sportivo riceve per la sua carriera l'onorificenza della Palma d'oro al merito recnico.
Nel corso degli anni continua ad accumulare così tante medaglie (suddivise tra Olimpiadi, Mondiali, Europei e World Cup) da divenire l'allenatrice italiana più medagliata di sempre. Nel 2012 ha scritto con Ilaria Brugnotti il libro Questa squadra. La ginnastica ritmica, le farfalle, la mia vita, edito da Dalai Editore, libro che nel 2016 vede una nuova pubblicazione riveduta e aggiornata fino ai Giochi di Rio de Janeiro, edita da Baldini&Castoldi. Il 10 aprile 2017 viene eletta membro del Consiglio Nazionale del CONI in rappresentanza dei tecnici. Il 26 marzo 2025 viene licenziata.

## Controversie
Accusata di abusi nell'ottobre 2022 da due ex atlete, Anna Basta e Nina Corradini, venne ammonita dalla giustizia federale che, al contempo prosciolse la sua assistente Olga Tishina. Successivamente, per la giustizia ordinaria, il tribunale di Monza impose alla Procura di chiedere il rinvio a giudizio per maltrattamenti. Dopo l'assoluzione del 2023 nel processo sportivo, è stata rimandata a giudizio per maltrattamenti nel marzo 2025. Il 26 marzo 2025 venne licenziata dalla Federazione, dove era nel frattempo giunto il neo presidente Andrea Facci che nelle dichiarazioni escluse un nesso con gli eventi del passato.

## Palmarès

### Allenatrice
- 2003 Campionati Europei Riesa ()
- 2003 Campionati del Mondo Q. O. Budapest ()
- 2004 Coppa del Mondo Russia ()
- 2004 Coppa del Mondo Duisburg ()
- 2004 Giochi Olimpici Atene ()
- 2005 Coppa del Mondo Russia ()
- 2005 Coppa del Mondo Baku ()
- 2005 Coppa del Mondo Germania ()
- 2005 Coppa del Mondo Genova ()
- 2005 Campionato del Mondo Baku ()
- 2006 Coppa del Mondo Genova ()
- 2006 Campionati Europei Mosca ()
- 2006 Finale coppa del Mondo Mie ()
- 2007 Coppa del Mondo San Pietroburgo ()
- 2007 Coppa del Mondo Genova ()
- 2007 Coppa del Mondo Tel Aviv ()
- 2007 Campionati del Mondo Q.O. Patrasso ()
- 2007 Pre-Olimpica Pechino ()
- 2008 Campionati Europei Torino ()
- 2009 Campionati del mondo Mie ()
- 2010 Campionati del mondo Mosca ()
- 2011 Campionati del mondo Montpellier ()
- 2012 Campionati europei Nižnij-Novgorod ()
- 2012 Giochi Olimpici Londra ()
- 2013 Campionati del mondo Kiev ()
- 2014 Campionati europei Baku ()
- 2014 Campionati del mondo Smirne ()
- 2015 Coppa del mondo Lisbona ()
- 2015 Coppa del mondo Pesaro ()
- 2015 Coppa del mondo Tashkent ()
- 2015 Coppa del mondo Budapest ()
- 2015 Campionati del mondo Stoccarda ()
- 2016 Coppa del mondo Pesaro ()
- 2016 Coppa del mondo Sofia ()
- 2017 Grand Prix Thiais ()
- 2017 Campionati del mondo Pesaro  ()
- 2018 Coppa del mondo Pesaro ()
- 2018 Coppa del mondo Baku ()
- 2018 Coppa del mondo Portimão ()
- 2018 Campionati europei Guadalajara ()
- 2018 Coppa del mondo Minsk ()
- 2018 Campionati del mondo Sofia ()
- 2020 (2021) Giochi Olimpici Tokyo ()
- 2024 Giochi Olimpici Parigi ()